# 謡
謡（うたい）とは能の声楽（言葉・台詞）にあたる部分のこと。また、それのみを謡うこともいう。大和田建樹によると、「うたう」という動詞の名詞形であるが、詠歌や小唄などと区別するため「うた」でなくて「うたい」と読ませたという。江戸時代までは「謡」とだけ言い、「謡曲」という言葉が使われ始めたのはそれ以降である。

## 概説
能は本来、舞・謡・囃子の三要素から成り立っている。謡は登場人物の台詞と地謡（じうたい）とよばれるコーラス部分を含めた、能において言語で表現される部分の総称ともいえるが、能の場合にはこれに特殊な台詞回しや節が付加されており、独立した芸能として鑑賞することが充分に可能であるために、室町末期ごろから能の舞台以外の場所で主に素人の習い事、娯楽として謡が盛んに行われた。これを「素謡」（すうたい）とも称する。
能および謡は身分の別無く愛好され、この風潮は町人に猿楽が禁じられた江戸時代中期以降になってもまったく衰えることなく、実際の能としては上演されない素謡専用の曲が新作されるほどであった。愛好家たちは謡の師匠について稽古し、謡宿（うたいやど）と呼ばれる会場で謡うことを楽しみ（町人でも謡だけなら大目に見られた）、能役者の側も積極的に謡の師匠としての活動を行うようになる。江戸中期ごろまで地謡がワキ方の所管であったために、当初各地の謡の師匠はワキ方の役者であることが多かったが、徐々にこれはシテ方に移行した。
明治以降も能楽や謡を好む人口の盛衰はあるにしろ、基本的にこうした状況は変わっておらず、今なお謡における素人弟子は能役者の重要な収入源となっている。
九州では結婚式に高砂などのお祝いの席にふさわしいおめでたい謡を新郎新婦の年配の親戚が謡う風習がある。3曲続けて謡うため「お謡い三番」とも呼ばれる。